# 網足紋寄居蟹
網足紋寄居蟹（学名：Aniculus retipes）为活額寄居蟹科紋寄居蟹屬下的一个种。